# Christian Wilster
Christian Friedrich Emil Wilster (født 27. september 1797 i København, død 11. januar 1840) var en dansk digter og oversætter af klassiske tekster.
Han var søn af Carl Henrik Wilster. Wilster tog juridisk embedsprøve i 1816 og teologisk embedseksamen i 1822, inden han i 1827 blev magister. Han blev derefter lektor i græsk ved Sorø Akademi og skrev egne digte i nationalromantisk stil, men blev særligt kendt for sine oversættelser af Iliaden og Odysseen. Frem til Otto Steen Dues oversættelser fra omkring 2000 var Wilsters oversættelser af Homer de mest kendte i Danmark.
Efter hans død udkom hans oversættelse af otte af Euripides' tragedier.